# زاوي جمي
زاوي جمي Zawi Chemi (زفيا جمي)  هو موقع من أقدم المستوطنات في كردستان العراق، يقع على ضفة الزاب الأعلى على بعد 4 كم غربي كهف شانيدر. تبلغ مساحة الموقع بحدود (215×275) م وتتألف البقايا الأثرية من طبقتين وهي:
(طبقة A) ويبلغ عمقها إلى (75-70) سم وترجع عموما إلى فترة ما بين القرن 4-12 ميلادي وكذلك (طبقة B) بعمق أكثر من (1)م والتي تعود إلى بدايات العصر الحجري الحديث أي ما يقارب 11000 سنة قبل الآن.
في (الطبقة A) تم العثور على بقايا من الصحون وأساور وخرز زجاجية لجزء من قلادة مع قطع معدنية بالإضافة إلى الأدوات الحجرية كالمدقات والهاونات والمطاحن ذات الاستخدامات الزراعية.
ان الفخاريات المكتشفة في هذا الموقع كانت ذات نقوش ورسوم بسيطة، كما تم العثور على جرار فخارية كبيرة يحتمل أنها كانت مستخدمة لغرض خزن الحبوب بالإضافة إلى وجود أغطية فخارية مدورة، كما كانت هناك أواني فخارية ذات نقوش تشبه الميداليات أو الصلبان وغيرها، كما وتم العثور على قطعة نقدية نحاسية يرجح أنها تعود إلى (495-539) میلادية، هذه الطبقة ليست قديمة جدا فهي تعود إلى الفترات الميلادية.
وفي الطبقة (B) تم العثور على مجموعة من الأدوات الحجرية مثل الرحی وأدوات الطحن والدق وتصفية الحبوب.. بالإضافة إلى مجموعة من الأدوات العظمية الدقيقة التي شملت أنواع مختلفة من الإبر والسكاكين والمثاقب كانت تستخدم لثقب المواد مثل جلود الحيوانات.
وتحت عمق (1.10) م من هذه الطبقة تم اكتشاف بقايا أسس حجرية لمخلفات معمارية تمثل بيوت سكنية دائرية أو بيضوية الشكل مبنية بأحجار غير مهندمة مع الطين بلغت قطر الواحدة منها قرابة ثلاثة أمتار، وفي الجزء السفلي من الجدار تم العثور على تربة حمراء مع قطع من الفحم كانت أشبه بموقد للنار.
بالإضافة إلى هذا الجدار البيضوي هناك مصادر أخرى تشير إلى وجود حفر دائرية الشكل تم العثور بداخلها على أحجار مختلفة الأحجام وعظام للحيوانات مع قطع من الفحم، يعتقد انها كانت أكواخا سكنية استخدمها الإنسان قبل (10000 ق م) عندما استقر بادئ الأمر بالقرب من الأنهار، وعلى الرغم من بدائية وبساطة هذه البقايا إلا أن ذلك لا يقلل من أهميتها وضرورة أخذها بعين الاعتبار، إذ لم تسفر أعمال التنقيبات الأثرية الكشف عن أية مخلفات معمارية قبل 10000 ق.م في المناطق الأخرى التي خضعت للبحث والتنقيب باستثناء منطقة زاوي چمي، فما تم العثور عليه نادر جدا لذلك فإن الأهمية الاثارية لمنطقة زاوي چمي تختلف عن مثيلاتها التي ترجع إلى نفس الفترة التاريخية.

## زاوي جمي وعلاقتها بكهف شانيدر
بالنسبة إلى علاقة كهف شانيدر بقرية زاوي جمي القريبة منه يرجح أن الكهف في زمن الطبقة B1 كان مستوطناً شتوياً لأهل قرية زاوي جمي التي كانت مقرهم الصيفي، ووجدت في الطبقة B1 من الكهف المعاصر للقرية جملة قبور يرجح أنها تعود لأهل تلك القرية.
وهناك اشياء عثر عليها في الكهف والقرية تشير إلى اتصالات تجارية مع اقطار بعيدة، مثل الحجر الأوبزيدي التي تعد منطقة بحيرة وان أحد مصادره المشهورة، وكذلك القير الذي يتواجد في منطقة كركوك، كما وجدت بقايا من النحاس لا يعلم مصدره بوجه التأكيد ولعله من المنطقة الكائنة شمالي ديار بكر.